# لئونل مارشال سینیور
لئونل مارشال سینیور (اسپانیایی: Leonel Marshall Sr.‎؛ زادهٔ ۳۱ ژوئیهٔ ۱۹۵۴) بازیکن والیبال اهل کوبا بود.